# Ortoncourt
Ortoncourt é uma comuna francesa na região administrativa do Grande Leste, no departamento de Vosges. Estende-se por uma área de 4.39 km². Em 2010 a comuna tinha 87 habitantes (densidade: 19,8 hab./km²).